# سحنون
أَبُو سَعِيدٍ عَبْدِ السَّلَامِ سَحْنُونُ بْنُ سَعِيدِ بْنِ حَبِيبِ بْنِ حَسَّانَ بْنِ هِلَالِ بْنِ بَكَّارِ بْنِ رَبِيعَةَ بْنِ عَبْدِ اللَّهِ التَّنُوخِيُّ الْحِمْصِيُّ الْمَغْرِبِيُّ الْقَيْرَوَانِيُّ الْمَالِكِيُّ (رمضان 160 – 7 رجب 240هـ / 777 – 854م) قاضي، وفقيه من أشهر فقهاء المالكية في المغرب العربي، و(سُحْنُون) لقبه الذي اشتهر به، ويرجع نسبه إلى قبيلة تنوخ وكان أبوه سعيد بن حبيب من أهل حمص أول من قدم إلى إفريقية، ولد سحنون في القيروان عام 160 هـ، وولي القضاء في عهد الدولة الأغلبية بين عامي (234 هـ - 240 هـ) في عهد الملك مُحَمد الأول الأغلبي، وتوفي وهو على القضاء وصلى عليه مُحَمد الأول بن الأغلب، قال عنه أبو العرب: «سحنون بن سعيد من صليبة العرب، وأصله من الشام من أهل حمص، وأبوه سعيد قدم مع الجند، وهو من جند أهل حمص، كان سحنون جامعاً للعلم، فقيه البدن، اجتمعت فيه خلال ما اجتمعت في غيره: الفقه البارع، والورع الصادق، والصرامة في الحق، والزهادة في الدنيا، والتخشن في الملبس والمطعم، والسماحة والترك، لا يقبل من السُلطان شيئاً، ولي القضاء سنة أربعٍ وثلاثين ومائتين، وهو يومئذٍ ابن أربعٍ وسبعين سنة، وأقام قاضياً ست سنين، ولم يأخُذ على القضاء أجراً».
وقد تتلمذ الإمام سحنون على يد أكبر علماء القيروان، ورحل إلى المشرق طالباً للعلم في سنة 178 هـ، وعاد الإمام سحنون إلى القيروان سنة 191 هـ وعمل على نشر المذهب المالكي ليصبح بذلك المذهب الأكثر انتشاراً في المغرب والأندلس، وكان سمع من ابن القاسم، وأشهب، ولقي في الحديث سفيان بن عيينة، وابن وهب، وأنس بن عياض، ووكيع بن الجراح، وعبد الرحمن بن مهدي، ويزيد بن هارون، والوليد بن مسلم وغيرهم، قال ابن فرحون: «أخذ سحنون العلم بالقيروان من مشائخها: أبي خارجة، وبهلول، وعلي بن زياد، وابن أبي الحسن، وابن غانم، وابن أشرس، وابن أبي كريمة وأخيه حبيب، ومعاوية الصمادحي، وأبي زياد الرعيني، ثم رحل في طلب العلم في حياة الإمام مالك وهو ابن ثمانية عشر عاماً وسمع من عبد الرحمن بن القاسم وعبد الله بن وهب وأشهب وطليب بن كامل وعبد الله بن عبد الحكم وسفيان بن عيينة ووكيع وعبد الرحمن بن مهدي وحفص بن غياث وأبي داود الطيالسي ويزيد بن هارون والوليد بن مسلم وابن نافع الصائغ ومعن بن عيسى وابن الماجشون ومطرف وغيرهم، وانصرف إلى إفريقية في سنة إحدى وتسعين ومائة».

## مؤلفاته
من أشهر مؤلفاته المدونة الكبرى التي جمع فيها مسائل الفقه على مذهب مالك بن أنس. وأصل «المدونة» أسئلة، سألها أسد بن الفرات لابن القاسم، فلما ارتحل سحنون بها عرضها على ابن القاسم، فأصلح فيها كثيرا، وأسقط، ثم رتبها سحنون، وبوبها . واحتج لكثير من مسائلها بالآثار من مروياته وسمع رحمه الله من : سفيان بن عيينة، والوليد بن مسلم، وعبد الله بن وهب، وعبد الرحمن بن القاسم، ووكيع بن الجراح، وأشهب، وطائفة.

## عقيدته
عن يحيى بن عون قال: «دخلت مع سحنون على ابن القصار وهو مريض، فقال: ما هذا القلق؟ قال له: الموت والقدوم على الله. قال له سحنون: ألست مصدقا بالرسل والبعث والحساب، والجنة والنار، وأن أفضل هذه الأمة أبو بكر ثم عمر، والقرآن كلام الله غير مخلوق، وأن الله يُرى يوم القيامة، وأنه على العرش استوى، ولا تخرج على الأئمة بالسيف، وإن جاروا. قال: إي والله فقال: مت إذا شئت، مت إذا شئت».

## ضريحه
للإمام سحنون ضريح يقع بالقرب من مدينة القيروان.
ويُعرف عن أهل القيروان وإلى حد اليوم إذا مات أحد كلفوا مناديا يخرج في الشوارع لأعلام الناس بنبأ الوفاة وموعد الدفن. ومن حرصهم على الأجر أن الجملة التي يرددها «النبّاه» هي نفسها التي سنّها الإمام سحنون منذ قرون وهذا نصها[بحاجة لمصدر]:
- سبحان من لا ينقضي دوامه
- سبحان من هذه أحكامه
- سبحان من عنده مفاتح الغيب وهو علامه
- يا ذوي العقول والألباب والفضل والآداب وخير أمة أنزل علي نبيها الكتاب
- من أراد منكم الأجر والثواب فليحضر الصلاة على (فلان) ابن المنعم المرحوم (فلان)
- يصلي عليه عند (صلاة العصر مثلا)
- الموت سبيل لا بد منه سبحان الحي الدائم الباقي بعد فناء خلقه
- مقبور بحومة (كذا) قرب (المكان الفلاني)
- الله يثيبكم
- الله يؤجركم
- الله يرحم الوالدين

## من تلاميذه
- عبد الله بن أحمد التميمي قاضي القيروان (257 هـ - 259 هـ) (267 هـ - 275 هـ).
- بكر بن حماد.
- أبو موسى عيسى بن مسكين بن منصور بن محمد الأفريقي

### فهرس المراجع
منشورات
1. 1 2 3 4  مالك بن أنس (2005)، ج. 1، ص. 13.
2. 1 2 3  الزركلي (2002)، ج. 4، ص. 5.
3. 1 2  أبو العرب، ص. 102.
4. 1 2  الذهبي (1985)، ج. 12، ص. 69.
5. ↑  ابن فرحون، ج. 2، ص. 39.
6. 1 2  الذهبي (1985)، ج. 12، ص. 63.
7. 1 2 3  الذهبي (1985)، ج. 12، ص. 64.
8. ↑  ابن فرحون، ج. 2، ص. 31.
9. ↑  الذهبي (1985)، ج. 12، ص. 67.

مواقع وب
1. 1 2  التاريخ، تراحم عبر. "سحنون (عبد السلام سحنون بن سعيد بن حبيب التنوخي أبي سعيد)". tarajm.com. مؤرشف من الأصل في 2024-12-03. اطلع عليه بتاريخ 2024-11-29.

### بيانات المراجع (مُرتَّبة حسب تاريخ النشر)
- إبراهيم بن علي بن محمد، ابن فرحون، برهان الدين اليعمري. الديباج المذهب في معرفة أعيان علماء المذهب. تحقيق وتعليق: محمد الأحمدي أبو النور. القاهرة – مصر: دار التراث. مؤرشف من الأصل في 2024-12-03.
- محمد بن أحمد بن تميم التميمي المغربي الإفريقي، أبو العرب. طبقات علماء إفريقية، وكتاب طبقات علماء تونس. بيروت – لبنان: دار الكتاب اللبناني. مؤرشف من الأصل في 2024-12-04.
- شمس الدين الذهبي (1985)، سير أعلام النبلاء، تحقيق: شعيب الأرنؤوط، مجموعة (ط. 1)، بيروت: مؤسسة الرسالة، OCLC:4770539064، QID:Q113078038
- خير الدين الزركلي (2002)، الأعلام: قاموس تراجم لأشهر الرجال والنساء من العرب والمستعربين والمستشرقين (ط. 15)، بيروت: دار العلم للملايين، OCLC:1127653771، QID:Q113504685
- مالك بن أنس (2005). المُدوَّنة الكبرى. رواية: سحنون عن عبد الرحمن بن القاسم العتقي، تحقيق وتخريج: عامر الجزار وعبد الله المنشاوي. القاهرة: دار الحديث. ISBN:977-300-107-5.{{استشهاد بكتاب}}:  صيانة الاستشهاد: ref duplicates default (link)